# Parco nazionale Sallandse Heuvelrug
Il parco nazionale Sallandse Heuvelrug (in olandese: Nationaal Park Sallandse Heuvelrug) è un parco nazionale situato nell'Overijssel, nei Paesi Bassi.